# 东管头站
东管头站位于中华人民共和国北京市丰台区太平桥街道北京西站南路与丽泽路交叉口，是北京地铁14号线的地铁车站。因丽泽商务区站进场滞后，14号线分东、西两段运营，本站暂不开通，直至2021年12月31日开通运营。

## 车站结构

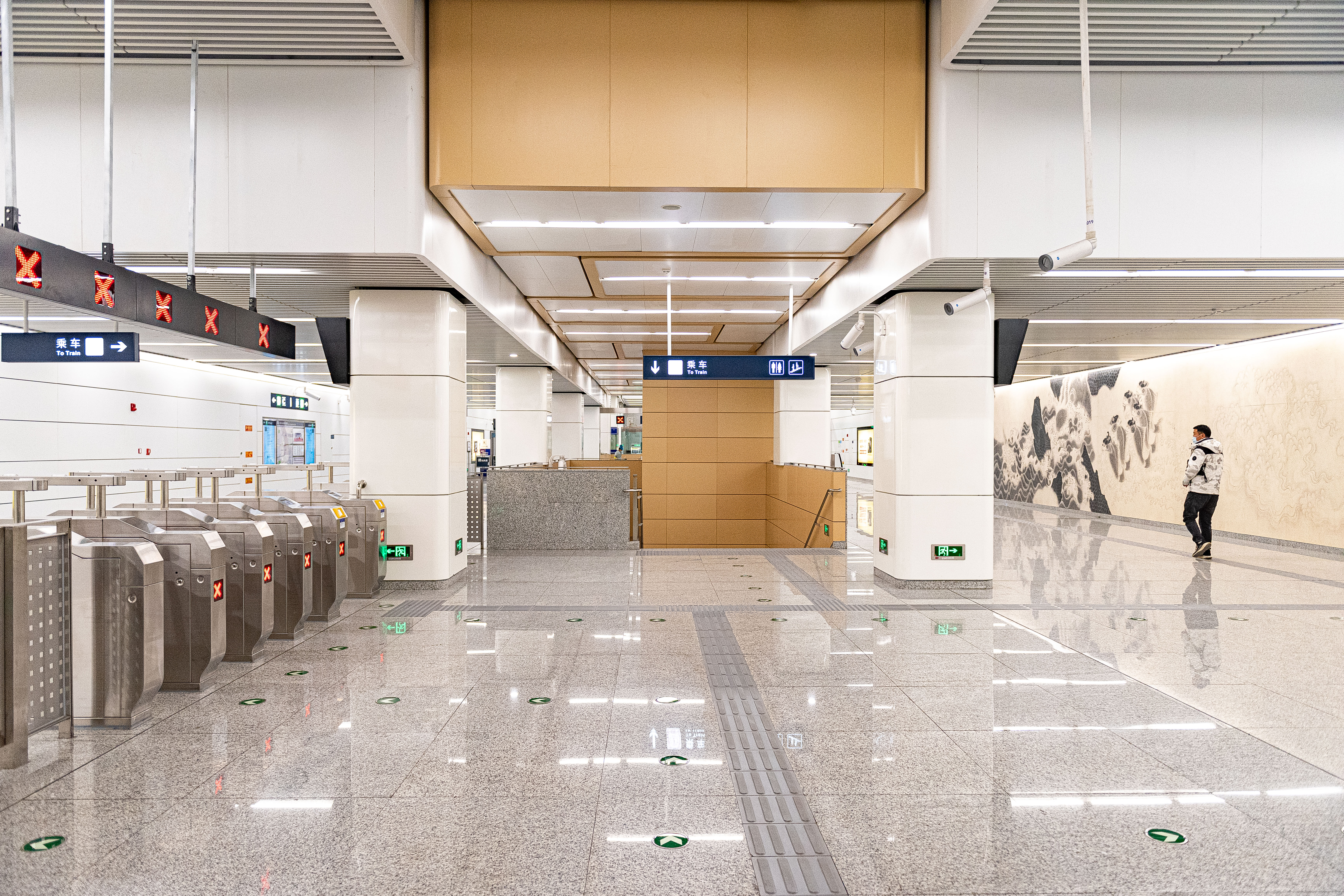
站厅

本站为地下二层岛式车站。站厅层布置有壁画《山海精灵》。
| G                 | 地面 | D出入口 |
| B1                | 站厅 | C出入口、客服中心、自动售票机、进出站闸机                                                                     |
| B2                | 站台 | \| \| \| █ 14号线往张郭庄（西局） \| \| 島式 · 開左邊车门 \| \| \| \| \| \| █ 14号线往善各庄（丽泽商务区） \| |
|                   |      | █ 14号线往张郭庄（西局）                                                                                      |
| 島式 · 開左邊车门 |      | |
|                   |      | █ 14号线往善各庄（丽泽商务区）                                                                                |

## 出入口
本站现有2个出入口，其中C口位于路口东南角的平安幸福汇地下一层下沉广场内，D口位于路口西南角。
|          |                      |                                                            |      |
| 编号     | 指示                 | 建议前往的目的地                                           | 图片 |
| 出口 · C | 丽泽路（南侧）       | 平安幸福中心、金唐西联大厦、诺德家园、北京新青海喜来登酒店 |      |
| 出口 · D | 北京西站南路（西侧） |                                                            |      |